# Leptotarsus (Longurio) goyazanus
Leptotarsus (Longurio) goyazanus is een tweevleugelige uit de familie langpootmuggen (Tipulidae). De soort komt voor in het Neotropisch gebied.